# 圖庫山
9°55′45″S 77°12′18″W / 9.92917°S 77.20500°W
圖庫山（西班牙語：Nevado Tuco），是秘魯的山峰，位於該國北部安卡什大區的博洛涅西省和雷奈伊省，處於克烏利亞拉胡山東北面和查爾瓦山以東，屬於安第斯山脈中布蘭卡山脈的一部分，海拔高度5,479米。